# MOS Technology 8502

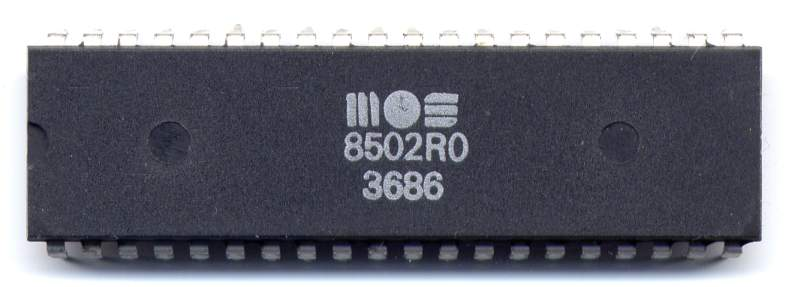
Procesor MOS 8502

MOS Technology 8502 – 8-bitowy procesor firmy MOS Technology użyty w mikrokomputerze domowym Commodore 128.
Jego konstrukcja bazowała na modelu 6510 wykorzystanym w Commodore 64. Różnica polegała na dodaniu możliwości podwojenia szybkości zegara (z 1,024 MHz do 2,048 MHz). W tym trybie pracy ekran mógł być wyświetlany jedynie w trybie 80 kolumn znaków przy użyciu układu MOS 8563. Niektóre programy pracujące w trybie 40-kolumnowym potrafiły selektywnie wyłączyć ekran po wykryciu pracy ze zwiększoną szybkością zegara. Układ styków w 8502 nieznacznie różni się od 6510. Procesor posiada dodatkową nóżkę wejścia/wyjścia oraz brak pinu PHI2 obecnego w 6510. W 2007 r. firma Hewlett-Packard wypuściła kalkulator HP-35s korzystający z procesora 8502 produkowanego przez Sunplus Technology.

Konfiguracja pinów procesora 8502 (40 pinowa obudowa typu DIP)